# Валь-д'Орже
Валь-д'Орже (фр. Val d'Orger) — муніципалітет у Франції, у регіоні Верхня Нормандія, департамент Ер. Валь-д'Орже утворено 1 січня 2017 року шляхом злиття муніципалітетів Гаярбуа-Крессанвіль i Гренвіль. Адміністративним центром муніципалітету є Гренвіль. Населення — 992 особи (01.01.2021).